# روستا آت هوم

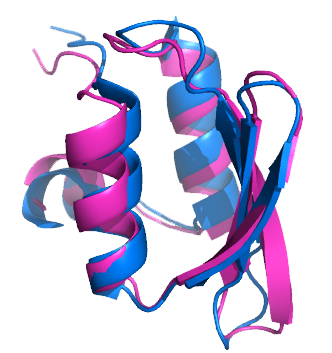

روستا أت هوم، أو روزيتا في المنزل (بالإنجليزية: Rosetta @ Home)‏ هو مشروع حوسبة موزعة للتنبؤ بالبنية البروتينية جزء من بنية باركلي التحتية المفتوحة للحوسبة الشبكية المعروف ببوينغ (BOINC) وتديره مختبرات بايكر في جامعة واشنطن يهدف المشروع بالتنبؤ بإرساء البروتين-بروتين وتصميم بروتينات جديدة. يستخدم ستون ألف جهاز كمبيوتر تطوعي يعملون بطاقة 83 تيرافلوبس. وتم تطوير لعبة كمبيوترية باسم «فولدإت» لتحقيق الأهداف المنشودة عن طريق التعهيد الجماعي. وللمشروع تطبيقات في مجال أبحاث أمراض مثل الملاريا والألزهايمر وتحسين كفاءة البروتيميات. كما يستخدم كإطار تقييمي لإساليب جديدة في أبحاث هيكلية المعلوماتية الحيوية.
مثل بقية مشاريع بوينغ، يستغل المشروع الأوقات والطاقات الضائعة في الحواسيب المتطوعة لتنفيذ العمليات الحسابية ثم تنقل النتائج إلى خوادم مركزية التي تدقق بالنتائج ثم تخزنها في قواعد البيانات.